# Соглашение по мирному освобождению Тибета
Соглашение между Центральным народным правительством Китая и местным тибетским правительством о мероприятиях по мирному освобождению Тибета, или «Соглашение из 17 пунктов», было подписано 23 мая 1951 года в Пекине. Важнейшим следствием соглашения стало включение Тибета в состав КНР.

## Предыстория
После провозглашения 1 октября 1949 года в Пекине Китайской Народной Республики десятилетний Панчен-лама X обратился к Мао Цзэдуну и Чжу Дэ с посланием, в котором заявил, что «...можно в ближайшие дни ждать освобождения Сицзана (Тибета)». 4 ноября тибетский регент при четырнадцатилетнем Далай-ламе XIV Тактра заявил о независимости Тибета и обратился к международной помощи.
К началу 1950 года НОАК подошла к границам контролируемых Лхасой территорий. Делегацию, высланную Тибетом в Пекин для переговоров, британские власти не пустили в Гонконг, и её глава цепон Шакабпа заявил, что тибетское правительство будет ждать приезда китайской делегации в Индию, однако зампред Народного правительства Сикана тулку Гэда, прибывший в Чамдо 24 августа для переговоров, был арестован и скончался в заключении. 7 октября правительство КНР отдало приказ о начале «освободительного похода», и НОАК вошла в Тибет с территории Цинхая. В китайских источниках говорится, что, по мере движения китайской армии вглубь страны отмечался массовый переход тибетских ополченцев, «монахов-воинов» и даже целых войсковых подразделений тибетской армии на сторону НОАК. 19 октября НОАК вошла в Чамдо; По другим сведениям, длительное время заняло строительство дорог, во время которого широко привлекали тибетцев. Делалось это помимо их желания, но оплата была адекватной: НОАК платила серебряными китайскими долларами времен Гоминьдана. Кроме того, китайцы говорили, что они вошли в Тибет для того, чтобы помочь тибетцам, и уйдут, когда Тибет «улучшится» и будет способен к самоуправлению
Боеспособность тибетской армии была низкой, оружие было в основном устаревшее, по численности она сильно уступала НОАК. 7 октября 1950 г. китайцы перешли р. Дричу (верховья Янцзы) в трех направлениях: северном, центральном и южном. Главные бои произошли к северу от Чамдо. Тибетцы сражались отважно. Гарнизон Денго держался, тибетцы, возглавляемые генералом Муджей, сумели отбросить китайцев, но затем потерпели поражение. Был потерян и ряд других важных пунктов.
Основные силы тибетской армии были разгромлены. Губернатор Чамдо Нгапо Нгаван Джигме (впоследствии занимавший высокие посты в КНР) не стал организовывать оборону, подорвал склад с оружием, бросил Чамдо и сдался сам с остатками гарнизона.
В этих условиях 17 ноября Национальная ассамблея в Лхасе отстранила от власти Тактру и объявила о передаче всей полноты власти Далай-ламе XIV. Он отозвал из Индии делегацию Шакабпы и утвердил новый состав делегации для переговоров с КНР.

## Подписание соглашения
Прибывшую в Пекин 29 апреля делегацию возглавлял Нгапо Нгаванг Джигме. В составе делегации также присутствовали дзасак Кемэй Сонам Вандуй, главнокомандующий тибетскими ВС, личный секретарь Далай-ламы Тубтэн Легмон, а также ещё 18 представителей правительства и глав крупных монастырей. Из Цинхая в Пекин прибыл Панчен-лама X. Тибетской делегации в ультимативной форме был предъявлен для подписания проект «Соглашения по мирному освобождению Тибета». Соглашение было подписано 23 мая 1951 г. С китайской стороны его подписали глава делегации, председатель комиссии по делам национальностей Ли Вэйхань, генерал Чжан Цзин-у, Чжан Гохуа и Сунь Цзыюань, с тибетской стороны поставили свои печати Нгапо Нгаванг Джигме, Кемэй Сонам Вандуй, Тубтэн Тэнтар, Тубтэн Лэгмон и Сампо Тензин Дондуп.
Соглашение, состоявшее из 17 статей, предписывало Тибету «вернуться в великую семью народов матери-родины — Китайской Народной Республики», предоставляло Тибету (точнее, тем тибетским территориям, которые не были ранее включены в китайские провинции) права национальной автономии в составе КНР; сохранялись политическая система, функции и полномочия Далай-ламы и Панчен-ламы; самостоятельность в проведении реформ. Военные и внешнеполитические вопросы полностью отходили под юрисдикцию центральных властей КНР; в Тибете учреждался военно-административный комитет и штаб военного округа, а ВС Тибета становились частью НОАК.
Ряд исследователей считает данное соглашение не легитимным. Оно было подписано под угрозой военной силы, что косвенно признавалось в преамбуле; тибетские делегаты, подписав его без санкции правительства Тибета, превысили свои полномочия; они не имели официальных печатей, и приложенные к соглашению печати были сфабрикованы в Пекине (одна оказалась с ошибкой); преамбула содержала идеологические штампы, не отвечающие действительности; ряд пунктов допускал разные трактовки китайцами и тибетцами, что и произошло позже; границы территории, на которое распространялось соглашение, не были указаны; термин «национальное районное самоуправление» точно определен не был; в тексте были внутренние противоречия.

## Реакция тибетского правительства
Несмотря на то, что тибетская делегация не имела полномочий подписывать соглашения такого уровня, Далай-лама не решился публично отказываться от его условий, дабы не спровоцировать дальнейшего кровопролития. Между тем, НОАК теперь смогла беспрепятственно идти дальше, используя данное соглашение, и 9 сентября вошла в Лхасу. 24-26 сентября по прибытии из Пекина переговорная группа выступила перед Национальной ассамблеей. Ассамблея, детально рассмотрев условия соглашения, предложила тибетскому кабинету министров (Кашагу) принять его, если китайская сторона дополнительно обязуется согласовать полномочия военно-административной комиссии с функциями Далай-ламы, контингент НОАК в Тибете будет ограничен, а все тибетские этнические территории будут переведены под контроль Лхасы. Однако китайское правительство отказалось от дальнейших переговоров, настаивая на том, что соглашение уже подписано.
24 октября Чжан Цзин-у от имени Далай-ламы послал телеграмму Мао Цзэдуну с поддержкой соглашения. Рукопись и китайский перевод документа не заверены печатью Далай-ламы. По-видимому, Чжан Цзин-у активно участвовал в формулировании телеграммы перед отправкой. Это не признают легитимным актом ратификации, тем более что Далай-лама, получив возможность свободно выразить свою волю после ухода из Тибета, отказался признать соглашение.
Во время подавления антикитайского восстания 1959 года, 28 марта премьер Чжоу Эньлай подписал приказ Госсовета в связи с этим восстанием. Данным приказом соглашение было разорвано, а ответственность за восстание неправомерно возложена на правительство Тибета. Разрыв Соглашения из 17 пунктов был закреплен в последующих китайских документах. По мнению некоторых исследователей, формально ситуация вернулась к тому, что было до заключения данного соглашения, то есть к тибетской независимости.